# Суперкубок Монголії з футболу 2020
Суперкубок Монголії з футболу 2020  — 10-й розіграш турніру. Матч відбувся 28 липня 2021 року між чемпіоном Монголії клубом Атлетік 220 та віце-чемпіоном Монголії клубом Улан-Батор.
| Володар Суперкубка Монголії 2020 |
| -------------------------------- |
|                                  |
| Улан-Батор Перший титул          |

## Матч

### Деталі
| 28 липня 2021 13:00 (EEST) |

| Атлетік 220 | 0:2 дч | Улан-Батор               |
| ----------- | ------ | ------------------------ |
|             |        | Батбольд 97' Турбат 101' |

| Футбольний центр МФФ, Улан-Батор |